# Friedrich Wilhelm August Bratring
Friedrich Wilhelm August Bratring (né le 8 décembre 1772 à Losse près de Seehausen et mort le 12 décembre 1829 à Berlin), est un ethnologue prussien et auteur d'ouvrages non romanesques statistiques et topographiques.

## Biographie
Après des études à Salzwedel, Bratring, fils d'un pasteur protestant, entreprend des études de théologie à l'université de Halle, qu'il abandonne rapidement pour se tourner désormais vers la géographie et l'ethnologie. Après avoir terminé ses études, il se rend à Berlin vers 1793/94, où il travaille probablement d'abord comme éditeur pour divers éditeurs. Il trouve ensuite un emploi comme assistant à la bibliothèque royale, devient secrétaire au département des forêts de l'ancienne Direction générale de Berlin en 1803 et en 1813 reçoit son dernier poste de commissaire aux enchères de livres, dans lequel il travaille avec succès. Il rassemble des manuscrits, des documents et des livres et écrit plusieurs ouvrages de référence précieux dans le domaine de la région et de l'ethnologie.

## Travaux (sélection)
- (unter dem Pseudonym F. W. Blumenau:) Statistisch topographische Beschreibung von Egypten. Aus den Nachrichten der neuesten und besten Reisenden zusammengetragen. Halle 1793 (books.google.de).
- Die Grafschaft Ruppin in historischer, statistischer und geographischer Hinsicht. Ein Beitrag zur Kunde der Mark Brandenburg. Berlin 1799 (books.google.de).
- Mein Vaterland Preußen, nach seinem Entstehen und Aufblühen, oder Entwicklungsgeschichte der Preußischen Monarchie, mit besonderer Rücksicht auf die neuesten Ereignisse der Zeit. Berlin 1807 (books.google.de).
- Statistisch-topographische Beschreibung der gesammten Mark Brandenburg.
  - Band 1: Die allgemeine Einleitung zur Kurmark, die Altmark und Prignitz enthaltend. Berlin 1804 (books.google.de).
  - Band 2: Die Mittelmark und Ukermark enthaltend. Berlin 1805 (books.google.de).
  - Band 3: Die Neumark Brandenburg enthaltend. Berlin 1809 (books.google.de, Ortsregister über alle drei Teile: books.google.de).

En tant qu'éditeur
- Reisen der Spanier nach der Südsee, insbesondere nach der Insel O-Taheite. Jetzt zum erstenmal aus dem Spanischen übersetzt. Herausgegeben, mit Anmerkungen und mit einer historischen Schilderung der Gesellschafts-Inseln begleitet von Fr. Wilh. Aug. Bratring. Mit einer Karte. Berlin 1802 (books.google.de).